# Tetrazyny
Tetrazyny – heterocykliczne organiczne związki chemiczne z grupy azyn. Zbudowane są z sześcioczłonowego pierścienia aromatycznego zawierającego cztery atomy azotu, a ich wzór sumaryczny to C
2H
2N
4. Istnieją 3 izomeryczne tetrazyny:

Od lewej:
1,2,3,4-tetrazyna
1,2,4,5-tetrazyna
1,2,3,5-tetrazyna